# Vua đầu bếp: MasterChef Vietnam (mùa 1)
Mùa thứ nhất của chương trình truyền hình thực tế Vua đầu bếp: MasterChef Vietnam được phát sóng trên kênh VTV3 từ ngày 8 tháng 3 năm 2013 đến ngày 19 tháng 7 năm 2013.
Người chiến thắng của mùa này là Ngô Thanh Hòa đến từ Phan Thiết, Bình Thuận.

## Định dạng
Phiên bản MasterChef Việt Nam có định dạng gần giống với định dạng của MasterChef Hoa Kỳ.
- Vòng dự bị:
- Vòng thử thách:
- Thử thách chiếc hộp bí mật:
- Phần loại trừ:
- Thử thách đồng đội:
- Phần kiểm tra áp lực:
- Thử thách với đầu bếp nổi tiếng: Ở một số tập thí sinh giành thắng cuộc trong thử thách chiếc hộp bí mật, ngoài quyền ưu tiên là được phép bốc thăm nguyên liệu cho các thí sinh khác nấu, họ còn có cơ hội tham gia thách đấu với một đầu bếp nổi tiếng. Thử thách được đưa ra hầu hết là thí sinh và đầu bếp nổi tiếng sẽ cùng nấu một món ăn đặc trưng cho tên tuổi của đầu bếp nổi tiếng đó. Các giám khảo thử các món ăn này sẽ không được phép ở trong khu bếp nơi diễn ra thử thách, thí sinh và người nổi tiếng sẽ trình bày món ăn giống hệt nhau và việc thử món ăn sẽ là giấu tên. Sau khi nếm thử, các giám khảo sẽ cho điểm vào phiếu chấm điểm, trên thang điểm 10, điểm chính thức sẽ là tổng điểm của các vị giám khảo. Nếu thí sinh có điểm của món ăn cao hơn điểm của đầu bếp nổi tiếng, họ sẽ có cơ hội nhận được một huy hiệu đặc cách, và họ có quyền dùng nó khi đứng trước nguy cơ bị loại trừ.

Ở phiên bản Việt, Anh Thư đã có cơ hội tham gia vào "Thử thách vời đầu bếp nổi tiếng" với món cocktail cua của Christine Hà nhưng do không chiến thắng nên Anh Thư không giành được quyền đặc cách cho mình.

## Ban giám khảo
- Luke Nguyễn: Người Úc gốc Việt và là người đã giới thiệu món ăn Việt ra thế giới qua những series truyền hình phát sóng ở hàng trăm quốc gia. Từ nhỏ, Luke đã làm quen với việc nấu nướng nhờ phụ giúp trong nhà hàng bán món Việt của gia đình ở khu Cabramatta, Sydney. Nhà hàng Đèn Lồng Đỏ (Red Latern) do anh mở năm 2001 ở trung tâm Sydney được vinh danh là "nhà hàng bán món ăn châu Á và Việt Nam ngon nhất Australia" 4 năm liền từ 2006 đến 2009. Luke Nguyễn còn là người sáng tạo kiêm người dẫn chương trình của chương trình truyền hình khám phá ẩm thực Việt Nam tên gọi Luke Nguyen’s Vietnam được phát sóng trên kênh SBS của Úc.[3]
- Phan Tôn Tịnh Hải: Chị sinh ra trong một gia đình có truyền thống nấu ăn. Khi tham gia chương trình chị là tổng giám đốc công ty Cổ phần Nghệ thuật Ẩm thực Việt, hiệu trưởng kiêm giảng viên của Mint Culinary School đồng thời là cộng tác viên của các chương trình truyền hình chuyên về ẩm thực. Chị đã tốt nghiệp thạc sĩ ngành Ẩm thực và Dinh dưỡng tại New York.[3]
- Phạm Tuấn Hải: Hơn 20 năm kinh nghiệm đầu bếp chuyên nghiệp tại các khách sạn lớn, nổi tiếng tại Hà Nội, đầu bếp Phạm Tuấn Hải hiện đang là Bếp trưởng của Unilever Food Solutions Vietnam, thành viên của Ban Chấp hành Cộng đồng Ẩm thực Sài Gòn và Hiệp hội Các Đầu bếp Đông Nam Á.
- Hoàng Khải: Người tạo ra thương hiệu Khaisilk, đồng thời là chủ của chuỗi nhà hàng sang trọng, người đã đưa các món ăn bình thường của Việt Nam lên những bàn tiệc đắt giá.

## Top 17
| Thí sinh             | Năm sinh | Quê quán              | Nghề nghiệp                  | Kết quả chung cuộc                                              | Số lần thắng |
| -------------------- | -------- | --------------------- | ---------------------------- | --------------------------------------------------------------- | ------------ |
| Ngô Thanh Hòa        | 1973     | Bình Thuận            | Quản lý nhà hàng & bar       | Nhà vô địch ngày 19 tháng 7                                     | 12           |
| Phan Quốc Trí        | 1994     | Thành phố Hồ Chí Minh | Sinh viên                    | Á quân ngày 19 tháng 7                                          | 6            |
| Phan Thắng Thái Hòa  | 1977     | Thành phố Hồ Chí Minh | Kiến trúc sư                 | Loại ngày 12 tháng 7                                            | 2            |
| Trần Nguyên Giáp     | 1986     | Huế                   | Bác sĩ tai mũi họng          | Loại ngày 5 tháng 7                                             | 4            |
| Đặng Thùy Dương      | 1973     | Hà Nội                | Nội trợ                      | Loại ngày 28 tháng 6                                            | 3            |
| Lê Quang Huy         | 1966     | Hà Nội                | Họa sĩ thiết kế              | Loại ngày 21 tháng 6                                            | 4            |
| Phạm Thị Kim Quyên   | 1978     | Quảng Bình            | Kinh doanh                   | Loại ngày 14 tháng 6                                            | 4            |
| Nguyễn Minh Thủy     | 1959     | Hà Nội                | Nội trợ                      | Loại ngày 14 tháng 6                                            | 3            |
| Nguyễn Bảo Anh Thư   | 1988     | Hà Nội                | Giáo viên tiếng Anh          | Loại ngày 31 tháng 5                                            | 3            |
| Nguyễn Thị Thúy Hồng | 1953     | Thành phố Hồ Chí Minh | Họa sĩ                       | Loại ngày 24 tháng 5                                            | 4            |
| Phạm Thị Lan Hương   | 1981     | Hà Nội                | Thiết kế thời trang          | Loại ngày 17 tháng 5                                            | 1            |
| Thân Hồng Nam        | 1981     | Hà Nội                | Thiết kế thời trang          | Loại ngày 10 tháng 5                                            | 2            |
| Triệu Xuân Bình      | 1955     | Sóc Trăng             | Quản lý nhà trọ              | Loại ngày 3 tháng 5                                             | 2            |
| Trần Văn Dần         | 1993     | Huế                   | Kỹ thuật viên sửa điện thoại | Loại ngày 26 tháng 4 Trở lại ngày 5 tháng 4 Loại ngày 5 tháng 4 | 0            |
| Lỗ Võ Bảo Lâm        | 1992     | Hà Nội                | Sinh viên                    | Loại ngày 19 tháng 4                                            | 1            |
| Huỳnh Ngọc Tấn       | 1985     | Thành phố Hồ Chí Minh | Kỹ sư vi tính                | Loại ngày 12 tháng 4                                            | 0            |
| Phạm Thị Đức Hạnh    | 1976     | Thành phố Hồ Chí Minh | Doanh nhân                   | Rút lui ngày 5 tháng 4                                          | 0            |

## Bảng loại trừ
| 1  | Thanh Hòa   | QUA   | Thắng | Thắng | CAO   | QUA   | Thắng | Thắng | MIỄN  | Thắng | QUA   | QUA   | CAO   | QUA   | QUA   | CAO   | Thắng | Thắng | Thắng | KAL  | QUA   | THẤP  | Thắng | MIỄN | Thắng | Thắng | VÔ ĐỊCH |  |  |  |  |  |  |  |  |  |  |  |  |  |  |  |  |  |  |  |  |  |  |  |
| 2  | Quốc Trí    | QUA   | QUA   | KAL   | QUA   | THẤP  | Thắng | QUA   | THẤP  | Thắng | CAO   | THẤP  | QUA   | CAO   | Thắng | CAO   | Thắng | QUA   | Thắng | KAL  | QUA   | Thắng | CAO   | MIỄN | CAO   | QUA   | Á quân  |  |  |  |  |  |  |  |  |  |  |  |  |  |  |  |  |  |  |  |  |  |  |  |
| 3  | Thái Hòa    | QUA   | QUA   | KAL   | CAO   | QUA   | AL    | CAO   | QUA   | Thắng | CAO   | QUA   | QUA   | CAO   | QUA   | CAO   | AL    | CAO   | CAO   | AL   | Thắng | MIỄN  | THẤP  | AL   | THẤP  | Loại  |         |  |  |  |  |  |  |  |  |  |  |  |  |  |  |  |  |  |  |  |  |  |  |  |
| 4  | Nguyên Giáp | CAO   | THẤP  | Thắng | QUA   | QUA   | Thắng | QUA   | QUA   | THẤP  | CAO   | THẤP  | Thắng | THẤP  | QUA   | Thắng | KAL   | CAO   | QUA   | THẤP | QUA   | THẤP  | THẤP  | Loại |       |       |         |  |  |  |  |  |  |  |  |  |  |  |  |  |  |  |  |  |  |  |  |  |  |  |
| 5  | Thùy Dương  | QUA   | THẤP  | Thắng | QUA   | THẤP  | THẤP  | QUA   | QUA   | AL    | QUA   | Thắng | QUA   | QUA   | QUA   | QUA   | Thắng | THẤP  | THẤP  | AL   | QUA   | Loại  |       |      |       |       |         |  |  |  |  |  |  |  |  |  |  |  |  |  |  |  |  |  |  |  |  |  |  |  |
| 6  | Quang Huy   | QUA   | CAO   | Thắng | Thắng | QUA   | AL    | QUA   | QUA   | Thắng | QUA   | QUA   | QUA   | Thắng | QUA   | QUA   | AL    | QUA   | QUA   | Loại |       |       |       |      |       |       |         |  |  |  |  |  |  |  |  |  |  |  |  |  |  |  |  |  |  |  |  |  |  |  |
| 7  | Kim Quyên   | QUA   | QUA   | KAL   | QUA   | Thắng | Thắng | QUA   | THẤP  | Thắng | QUA   | QUA   | QUA   | QUA   | QUA   | THẤP  | Thắng | QUA   | Loại  |      |       |       |       |      |       |       |         |  |  |  |  |  |  |  |  |  |  |  |  |  |  |  |  |  |  |  |  |  |  |  |
| 8  | Minh Thủy   | QUA   | QUA   | Thắng | QUA   | QUA   | Thắng | THẤP  | QUA   | AL    | Thắng | MIỄN  | QUA   | QUA   | QUA   | THẤP  | KAL   | THẤP  | Loại  |      |       |       |       |      |       |       |         |  |  |  |  |  |  |  |  |  |  |  |  |  |  |  |  |  |  |  |  |  |  |  |
| 9  | Anh Thư     | Thắng | CH    | KAL   | QUA   | QUA   | Thắng | QUA   | Thắng | THẤP  | QUA   | THẤP  | THẤP  | THẤP  | CAO   | Loại  |       |       |       |      |       |       |       |      |       |       |         |  |  |  |  |  |  |  |  |  |  |  |  |  |  |  |  |  |  |  |  |  |  |  |
| 10 | Thúy Hồng   | QUA   | Thắng | TAL   | QUA   | QUA   | TAL   | QUA   | QUA   | Thắng | CAO   | THẤP  | QUA   | Loại  |       |       |       |       |       |      |       |       |       |      |       |       |         |  |  |  |  |  |  |  |  |  |  |  |  |  |  |  |  |  |  |  |  |  |  |  |
| 11 | Lan Hương   | QUA   | QUA   | KAL   | QUA   | THẤP  | THẤP  | QUA   | THẤP  | TAL   | QUA   | Loại  |       |       |       |       |       |       |       |      |       |       |       |      |       |       |         |  |  |  |  |  |  |  |  |  |  |  |  |  |  |  |  |  |  |  |  |  |  |  |
| 12 | Hồng Nam    | QUA   | QUA   | Thắng | QUA   | Thắng | THẤP  | THẤP  | QUA   | Loại  |       |       |       |       |       |       |       |       |       |      |       |       |       |      |       |       |         |  |  |  |  |  |  |  |  |  |  |  |  |  |  |  |  |  |  |  |  |  |  |  |
| 13 | Xuân Bình   | QUA   | QUA   | Thắng | THẤP  | THẤP  | Thắng | CAO   | Loại  |       |       |       |       |       |       |       |       |       |       |      |       |       |       |      |       |       |         |  |  |  |  |  |  |  |  |  |  |  |  |  |  |  |  |  |  |  |  |  |  |  |
| 14 | Văn Dần     | QUA   | TL    | THẤP  | THẤP  | QUA   | Loại  |       |       |       |       |       |       |       |       |       |       |       |       |      |       |       |       |      |       |       |         |  |  |  |  |  |  |  |  |  |  |  |  |  |  |  |  |  |  |  |  |  |  |  |
| 15 | Bảo Lâm     | QUA   | QUA   | Thắng | THẤP  | Loại  |       |       |       |       |       |       |       |       |       |       |       |       |       |      |       |       |       |      |       |       |         |  |  |  |  |  |  |  |  |  |  |  |  |  |  |  |  |  |  |  |  |  |  |  |
| 16 | Ngọc Tấn    | CAO   | QUA   | Loại  |       |       |       |       |       |       |       |       |       |       |       |       |       |       |       |      |       |       |       |      |       |       |         |  |  |  |  |  |  |  |  |  |  |  |  |  |  |  |  |  |  |  |  |  |  |  |
| 17 | Đức Hạnh    | QUA   | RÚT   |       |       |       |       |       |       |       |       |       |       |       |       |       |       |       |       |      |       |       |       |      |       |       |         |  |  |  |  |  |  |  |  |  |  |  |  |  |  |  |  |  |  |  |  |  |  |  |

     (VÔ ĐỊCH) Đầu bếp chiến thắng trong cuộc thi.
     (Á quân) Đầu bếp về nhì trong cuộc thi.
     (Thắng) Đầu bếp thắng trong thử thách cá nhân (Thử thách Chiếc hộp Bí ẩn, Bài thi Loại trừ)
     (Thắng) Đầu bếp là thành viên của đội thắng cuộc trong Thử thách Đồng đội và được trực tiếp đi vào vòng sau.
     (CH) Vì chiến thắng trong Thử thách Chiếc hộp Bí ẩn, Đầu bếp này có cơ hội chọn lựa giữa quyền miễn loại và thách đấu với Christine Ha trong thử thách kế tiếp. Nếu chọn thách đấu và có món ăn được giá ngon hơn, đầu bếp này sẽ được trực tiếp đi đến Top 10. Đầu bếp này đã chọn thách đấu.
     (TAL) Đầu bếp chiến thắng/có món ăn ngon nhất trong Bài thi Áp Lực
     (CAO) Đầu bếp có món ăn được đánh giá cáo trong thử thách cá nhân, nhưng không chiến thắng.
     (QUA) Đầu bếp không có món ăn được đánh giá cao hay thấp trong thử thách cá nhân.
     (MIỄN) Đầu bếp không phải tham gia trong phần thi này và được miễn loại.
     (AL) Đầu bếp là thành viên của đội thua cuộc trong Thử thách Đồng đội, tham gia Bài thi Áp lực và an toàn đi tiếp.
     (KAL) Đầu bếp là thành viên của đội thua cuộc trong Thử thách Đồng đội, nhưng được miễn không phải tham gia Bài thi Áp lực.
     (KAL) Đầu bếp là thành viên của đội hòa trong Thử thách Đồng đội, nhưng được chọn bởi đầu bếp cố vấn là người có phần thể hiện tốt nhất trong đội, vì vậy được miễn không phải tham gia Bài thi Áp lực
     (TL) Đầu bếp đã bị loại nhưng được quay trở lại cuộc thi.
     (THẤP) Đầu bếp có món ăn được đánh giá thấp, nhưng không phải người cuối cùng được an toàn đi tiếp.
     (THẤP) Đầu bếp có món ăn được đánh giá thấp, và là người cuối cùng được an toàn đi tiếp.
     (RÚT) Đầu bếp xin rút khỏi cuộc thi vì tình trạng sức khỏe hay lý do cá nhân.
     (Loại) Đầu bếp bị loại khỏi MasterChef.

## Các tập phát sóng
Bốn tập đầu các giám khảo là Luke Nguyễn, Phan Tôn Tịnh Hải và Hoàng Khải. Từ tập thứ năm Phan Tuấn Hải thay thế Hoàng Khải.
| Tập | Tiêu đề                                              | Ngày phát sóng      |
| --- | ---------------------------------------------------- | ------------------- |
| 1 | "Vòng loại khu vực miền Trung và miền Nam 1"         | 8 tháng 3 năm 2013  |
| Giới thiệu định dạng chương trình, thể lệ cuộc thi, thành phần ban giám khảo, tóm tắt các thí sinh tham gia vòng sơ loại, cách thức tuyển chọn thí sinh vòng loại. Vòng sơ loại được diễn ra ngoài trời, nơi hàng ngàn thí sinh sẽ nấu ăn cùng lúc và sau thời gian quy định, các đầu bếp sẽ nếm và tuyển chọn các món ăn xuất sắc nhất để đi tiếp vào vòng loại. Thí sinh được vào vòng loại sẽ được gửi giấy báo đến tận nhà. Tại vòng loại, thí sinh có 60 phút để nấu ăn và sau đó là 5 phút chuẩn bị trước mặt ban giám khảo. Ban giám khảo sau khi nếm và nhận xét về món ăn của thí sinh sẽ đưa ra quyết định chọn hay không chọn thí sinh đó. Thí sinh nhận được hai sự lựa chọn trở lên từ ban giám khảo sẽ được trao chiếc tạp dề trắng có biểu tượng của chương trình và vượt qua vòng tuyển chọn. Thí sinh chỉ nhận được 1 hay không nhận được sự đồng ý nào của giám khảo sẽ phải ra về. Hai tập đầu tiên của chương trình diễn ra tại Thành phố Hồ Chí Minh, địa điểm tuyển chọn các thí sinh ở miền Nam và miền Trung. |                                                      |                     |
| 2 | "Vòng loại khu vực miền Trung và miền Nam 2"         | 15 tháng 3 năm 2013 |
| Vòng loại cho khu vực miền Trung và miền Nam tiếp diễn tại Thành phố Hồ Chí Minh. |                                                      |                     |
| 3 | "Vòng loại khu vực miền Bắc"                         | 22 tháng 3 năm 2013 |
| Giới thiệu định dạng chương trình, thể lệ cuộc thi, thành phần ban giám khảo, tóm tắt các thí sinh tham gia vòng sơ loại, các thức tuyển chọn thí sinh vòng loại. |                                                      |                     |
| 4 | "Vòng Boot Camp Top 37"                              | 29 tháng 3 năm 2013 |
| Sau 3 tập đã chọn ra được 37 ứng viên tham gia cuộc thi. Top 37 sẽ phải thi đấu với nhau trong hai thử thách để giành lấy vị trí của mình trong Top 17, được đặt chân đến căn bếp của MasterChef Vietnam. Thử thách đầu tiên là Bài kiểm tra kĩ năng cơ bản, yêu cầu thí sinh phải vận dụng kĩ năng sử dụng dao của mình trong việc thái hành tây theo hai cách: hạt lựu và lát mỏng, không giới hạn thời gian và khối lượng thành phẩm. Tuy trong quá trình thi đã xảy ra nhiều tai nạn đối với các thí sinh, đã có 25 thí sinh được bước vào vòng tiếp theo theo sự quyết định của giám khảo. Top 25 tiếp tục tham gia phần thi thứ hai với thử thách nấu một món ăn với nguyên liệu chính là thịt gà. Mỗi thí sinh nhận được một con gà và 5 phút vào kho nguyên liệu để lấy những nguyên liệu bổ sung và dụng cụ để nấu món ăn của mình. Ban giám khảo lần lượt nếm thử và đánh giá từng món ăn hoàn chỉnh và quyết định những thí sinh được có mặt trong Top 17 gồm: Nguyên Giáp, Thanh Hòa, Thúy Hồng, Lan Hương, Ngọc Tấn, Quốc Trí, Thùy Dương, Bảo Lâm, Anh Thư, Thái Hòa, Xuân Bình, Văn Dần, Quang Huy, Kim Quyên, Đức Hạnh, Minh Thủy, Hồng Nam. |                                                      |                     |
| 5 | TBA                                                  | 5 tháng 4 năm 2013  |
| - Chiếc hộp bí ẩn 1: Top 17 đầu bếp không chuyên chính thức bước vào căn bếp MasterChef Việt Nam lần đầu tiên. Trong tập này, khách mời nổi tiếng là quán quân MasterChef Hoa Kỳ mùa 3 Christine Hà đã tạo nguồn cảm hứng cho các thí sinh bước vào thử thách chiếc hộp bí ẩn đầu tiên. Trong hộp là cá hồi và chocolate, cùng các nguyên liệu khác. Các thí sinh phải dùng hai nguyên liệu này làm nên món ăn chính. Cuối phần thi, chỉ có ba thí sinh đã làm đúng với yêu cầu của giám khảo. Anh Thư, người duy nhất làm bánh, được giám khảo công bố là người chiến thắng thử thách, với món Bánh hoa hướng dương độc đáo. - Thử thách loại trừ 1: Trong phần thi này, Anh Thư vào kho nguyên liệu và được phép chọn đề thi cho thử thách tiếp theo, với chủ đề là món ăn giúp Christine Hà chiến thắng MasterChef. Ba món ăn lần lượt là Cá kho tộ, Bún xào với sò điệp chiên, và Cocktail cua - món ăn được Anh Thư lựa chọn món. Sau khi công bố đề bài cho những thí sinh còn lại, Anh Thư được chọn giữa Quyền Miễn loại trong thử thách này, hoặc Cơ hội Thách đấu với Christine bằng cách chiến thắng để có tấm vé vào trực tiếp Top 10. Anh Thư đã chọn thách đấu với Christine Hà, và dù không giành chiến thắng trong phần thách đấu với món ăn quá chua và hương vị không hài hòa, cô vẫn được an toàn và đi tiếp vào vòng sau. Ba món ăn được đánh giá cao nhất thuộc về Thanh Hòa, Thúy Hồng, Quang Huy, và hai thí sinh thắng cuộc trong vòng thi là Thúy Hồng và Thanh Hòa, trở thành đội trưởng của 2 đội thi trong thử thách kế tiếp. - Nhóm nguy hiểm: Ba thí sinh rơi vào nhóm nguy hiểm là Thùy Dương - với việc thêm nước mắm vào món cocktail, Nguyên Giáp - vì cho xoài xay vào món ăn, và Văn Dần - do chế biến món ăn sai kĩ thuật khi nấu món cocktail trên bếp. Món ăn của Thùy Dương được giám khảo cho rằng không mắc lỗi nghiêm trọng nhất và được an toàn, để lại Nguyên Giáp và Văn Dần đối mặt với sự loại trừ. - Loại trừ: Văn Dần. - Rút lui: Sau khi Văn Dần trả tạp dề và rời căn bếp, thí sinh Đức Hạnh đã có ý kiến với ban giám khảo và xin được rút khỏi cuộc thi vì lý do công việc. Đồng thời, cô còn thắc mắc về việc mình không rơi vào nhóm nguy hiểm mặc dù đã cố ý làm rối món ăn bằng cách cho thêm nhiều nguyên liệu lạ. Điều này đã khiến ban giám khảo không hài lòng, đưa ra lời nhắc nhở về thái độ của một đầu bếp, và ra quyết định chấp nhận cho Đức Hạnh rời cuộc thi. - Quay trở lại: Giám khảo gọi Văn Dần trở lại căn bếp và tuyên bố Văn Dần được phép quay trở lại cuộc thi. |                                                      |                     |
| 6 | TBA                                                  | 12 tháng 4 năm 2013 |
| - Thử thách đồng đội 1: 16 thí sinh được chia làm hai đội. Nội dung thi ở phần này là nấu các món ăn đường phố phục vụ cho khoảng 40 thực khách ở bên sông Sài Gòn. Mỗi đội phải nấu hai món, một món chính và một món phụ. Hai thí sinh có món ăn ngo nhất của vòng thi trước, Thuý Hồng và Thanh Hoà, được chọn làm đội trưởng cho vòng này, với Thuý Hồng được quyền chọn thành viên trước. Đội Đỏ của Thuý Hồng làm món chính là Bún thịt nướng và món phụ là salad hoa quả. Đội Xanh của Thanh Hoà làm món chính là bò xào kiểu miền Trung và món phụ là Nộm mực với hoa bí. Kết quả, Đội Xanh thắng trong phần thi này. - Thử thách áp lực 1: Đội Đỏ là đội thua nên phải tham dự phần thi áp lực. Tuy nhiên, đội trưởng Thuý Hồng được quyền chọn ra ba người kém nhất trong đội ở bài thi trước để tham gia phần này. Bà đã chọn bản thân mình, Văn Dần và Ngọc Tấn cho bài thi. Món ăn các thí sinh phải thực hiện là Nem rán. Ngọc Tấn và Văn Dần nấu kém nhất trong ba người. - Loại trừ: Ngọc Tấn |                                                      |                     |
| 7 | TBA                                                  | 19 tháng 4 năm 2013 |
| - Chiếc hộp bí ẩn 2: Trong chiếc hộp bí ẩn lần này là một chiếc gương, yêu cầu các thí sinh thể hiện món ăn nói lên cá tính của mình. Quang Huy với món Sườn non Mắm ruốc), Thanh Hoà với món Cá hồi áp chảo sốt cam và Thái Hoà với món Sườn cừu sốt vang được đánh giá là ba thí sinh thể hiện tốt nhất. Quang Huy là người chiến thắng phần thi này. - Thử thách loại trừ 2: Quang Huy là người thắng phần thi trước nên được quyền chọn nguyên liệu cho các thí sinh, tuy nhiên anh không được miễn trừ. Ở đây có ba nguyên liệu: lươn, cua và ếch, mỗi nguyên liệu do 5 thí sinh nấu. Một số thí sinh, nhất là nữ, gặp khó khăn khi phải mổ lươn và ếch sống. Kim Quyên (Cua đồng rang sả ớt) và Hồng Nam (Xôi ếch) là hai người chiến thắng, được làm đội trưởng ở phần thi tiếp theo, trong khi Bảo Lâm và Quốc Trí rơi vào nhóm nguy hiểm. Bảo Lâm không muốn sát sinh nên đã bày tỏ với giám khảo. Cuối cùng anh là người bị loại. - Loại trừ: Bảo Lâm |                                                      |                     |
| 8 | "Thử thách đồng đội 2: Nấu ăn cho chiến sĩ hải quân" | 26 tháng 4 năm 2013 |
| - Thử thách đồng đội 2: 14 thí sinh nấu ăn phục vụ cho 200 chiến sĩ hải quân. Các thí sinh được chia làm hai đội. Đội Xanh do Kim Quyên làm đội trưởng, cô lần lượt chọn Quang Huy, Thái Hoà, Thuỳ Dương, Văn Dần, Lan Hương, Thúy Hồng. Các thí sinh còn lại (Xuân Bình, Thanh Hoà, Anh Thư, Nguyên Giáp, Minh Thủy, Quốc Trí) là thành viên của đội Đỏ do Hồng Nam làm đội trưởng. Bất ngờ, giám khảo Tịnh Hải yêu cầu hai đội trưởng đổi tạp dề cho nhau; Kim Quyên trở thành đội trưởng đội Đỏ và Hồng Nam trở thành đội trưởng đội Xanh. Khi được hỏi về suy nghĩ, Kim Quyên chia sẻ rằng cô đã cố gắng chọn sao cho hai đội ngang tài ngang sức, nên cô vẫn thấy rằng đội Đỏ là một đội mạnh. Kết quả, đội Đỏ chiến thắng với 108 phiếu bình chọn của các chiến sĩ. - Thử thách kỹ năng 1: Các nguyên liệu chính cho vòng này đều là những nguyên liệu được chế biến trong thời kì khó khăn của đất nước, từng nuôi sống một thế hệ nhân dân, gồm củ khoai mì (sắn), hạt bo bo, ngô (bắp). - Nhóm nguy hiểm: Thùy Dương, Văn Dần. Giám khảo cho rằng món ăn của Thùy Dương là đúng nhưng cách xử lý nguyên liệu của cô sai, còn Văn Dần có kỹ năng nhưng vị của món ăn không thể chấp nhận được. - Loại trừ: Văn Dần |                                                      |                     |
| 9 | "Thử thách chiếc hộp bí ẩn 3: Tôm hùm"               | 3 tháng 5 năm 2013  |
| - Chiếc hộp bí ẩn 3: Nguyên liệu chính là tôm hùm. - Món tệ nhất: Minh Thủy và Hồng Nam - Món ngon nhất: Thái Hoà và Thanh Hoà. Thanh Hòa chiến thắng ở thử thách này. - Thử thách sáng tạo 1: Vì chiến thắng ở chiếc hộp bí ẩn nên Thanh Hoà được miễn thi vòng này, và anh cũng sẽ là đội trưởng cho thử thách đồng đội tiếp theo. 12 đầu bếp còn lại chia làm 3 nhóm, mỗi nhóm phải nấu một món do chính tay giám khảo Tuấn Hải thực hiện. - Người chiến thắng: Anh Thư - Nhóm nguy hiểm: Quốc Trí, Lan Hương, Kim Quyên, Xuân Bình - Loại trừ: Xuân Bình |                                                      |                     |
| 10 | "Thử thách đồng đội 3: Làm bánh cưới"                | 10 tháng 5 năm 2013 |
| - Thử thách đồng đội 3: Thanh Hòa và Anh Thư là những người chiến thắng ở tập trước nên sẽ là đội trưởng trong tập này. Tại thử thách đồng đội lần này, các thí sinh được quan sát và nắm công thức làm một chiếc bánh cưới từ khách mời của chương trình. Mỗi đội phải hoàn tất một chiếc bánh cưới 2 tầng với đầy đủ các yếu tố như chiếc bánh mẫu. Đội thắng cuộc là đội có chiếc bánh ngon nhất và được khách mời chọn cho đám cưới của họ. Kết quả, đội do Thanh Hòa dẫn dắt đã chiến thắng, và cả đội của Anh Thư phải đối mặt với nguy cơ bị loại trừ. - Thử thách áp lực 2: Trong bài thi loại trừ, các thí sinh của đội Anh Thư phải nấu món bánh xèo của Nam Bộ. Tuy là món ăn khá phổ biến nhưng hầu hết các thí sinh đều gặp khó khăn. Hầu hết đều bị đánh giá là không đạt yêu cầu, thậm chí có thí sinh còn bị giám khảo cho thẳng món ăn vào thùng rác. Ba thí sinh làm giám khảo thất vọng và rơi vào nhóm nguy hiểm là Nguyên Giáp, Anh Thư, Hồng Nam. - Loại trừ: Hồng Nam. |                                                      |                     |
| 11 | "Thử thách chiếc hộp bí ẩn 4: Món ăn thời thơ ấu"    | 17 tháng 5 năm 2013 |
| - Chiếc hộp bí ẩn 4: Lần này, chiếc hộp bí mật mang đến cho thí sinh một trải nghiệm mới nhưng rất thân thuộc. Trong chiếc hộp là một bức hình của chính thí sinh lúc còn bé. Ban giám khảo yêu cầu các thí sinh nấu những món ăn làm cho họ gợi nhớ lại những kỷ niệm thời thơ ấu của mình. Từ những trải nghiệm trong quá khứ, mỗi người đã đem tới cho ban giám khảo những món ăn đặc trưng của nơi họ sống. Chỉ có ba món được đánh giá là xuất sắc nhất: Minh Thủy với món ăn sáng quen thuộc của miền Bắc Xôi xéo, Thúy Hồng với món Cá kho quẹt của miền Nam, và Thái Hòa với món Tôm rim với rau muống luộc. Minh Thủy đã được ban giám khảo chọn là người có món ngon nhất. - Thử thách loại trừ: Do là người thắng cuộc, Minh Thủy được phép chọn món ăn để nấu cho các thí sinh khác trong bài thi loại trừ. Ban giám khảo đưa ra ba lựa chọn: Canh bóng thả của Bắc Bộ, Canh khoai mỡ hay Canh khoai tím của miền Trung và Canh khổ qua dồn thịt của Nam Bộ. Và món Canh bóng thả đã được chọn làm đề bài cho các thí sinh. Thí sinh chỉ có 30 phút để nấu, và có thể dùng các gia vị có sẵn để nêm nếm cho món ăn. Người được đánh giá là có món ăn ngon, và làm đúng theo yêu cầu của ban giám khảo nhất là Thùy Dương. - Nhóm nguy hiểm: Anh Thư, Lan Hương, Nguyên Giáp - Loại trừ: Lan Hương. |                                                      |                     |
| 12 | "Thử thách nấu ăn gia đình"                          | 24 tháng 5 năm 2013 |
| - Thử thách nấu ăn gia đình: Các thí sinh được giao mỗi người 150.000 đồng để mua sắm với thử thách nấu một bữa ăn gia đình cho bốn người. Họ có 30 phút để mua hàng tại siêu thị Big C, và sau đó là 60 phút để hoàn tất phần thi. Anh Thư, Nguyên Giáp nấu thêm hai món bánh cho phần tráng miệng. Các bữa ăn do Nguyên Giáp và Thanh Hoà thực hiện được đánh giá cao vì biết cân bằng dinh dưỡng trong món ăn. Phần ăn của Anh Thư bị đánh giá thấp vì cô đã sai lầm cho nước cốt chanh vào mắm nêm thay vì nước dứa. Giám khảo Tuấn Hải cho biết cô là người nấu tệ nhất trong phần thi này. Sau khi cân nhắc giữa Giáp và Hoà, ban giám khảo quyết định Giáp là người chiến thắng thử thách này vì anh là người có số tiền bỏ ra thấp nhất. - Thử thách sáng tạo 2: Với chiến thắng ở phần thi trước, Nguyên Giáp được ban giám khảo giao quyền chọn lựa nấu món Âu hoặc Á. Mặc dù có sở trường nấu món Âu nhưng Giáp quyết định chọn món Á (không được nấu món Việt Nam) cho phần thi sáng tạo vì tin rằng anh sẽ an toàn như những người giành chiến thắng trước. Tuy nhiên, việc ban giám khảo cho biết anh sẽ tham gia phần thi cùng các thí sinh khác khiến anh vô cùng bất ngờ. Trong lúc thi đấu, Thuý Hồng không nghe rõ đề thi và hỏi lại Giáp và Dương. Ban đầu bà dự định nấu món ragu bắt nguồn từ Pháp nhưng theo kiểu Việt Nam; điều này làm giám khảo Tịnh Hải sửng sốt vì Thuý Hồng đã làm sai đề bài hoàn toàn. Sau khi suy nghĩ, bà quyết định nấu món gà xào xả ớt kiểu Indonesia. Tại phần đánh giá, món ăn của Quốc Trí, Thái Hòa và Quang Huy được đánh giá cao. Món sushi của Anh Thư và Nguyên Giáp đều không đạt yêu cầu, trong khi món gà xào xả ớt kiểu Indonesia của Thuý Hồng bị giám khảo Luke Nguyễn nhận xét không phải món ăn Indonesia. Cả ba người cùng lọt vào nhóm nguy hiểm, và cuối cùng giám khảo quyết định loại Thuý Hồng vì đã làm sai đề thi. - Loại trừ: Thúy Hồng |                                                      |                     |
| 13 | "Thử thách chiếc hộp bí ẩn 5: Cupcake"               | 31 tháng 5 năm 2013 |
| - Chiếc hộp bí ẩn 5: Các thí sinh có 30 phút để hoàn thành những chiếc bánh ngọt cupcake. Hầu hết mọi người đều háo hức với thử thách này, ngoại trừ Quang Huy vì anh chưa làm bánh bao giờ. Anh Thư hy vọng cô sẽ giành chiến thắng một lần nữa vì bánh ngọt vốn dĩ là sở trường của cô. Trong lúc chế biến, đa số thí sinh gặp đôi chút khó khăn, riêng Huy là người gặp khó khăn nhiều nhất (điển hình là việc đánh bột khi bột của anh trở nên tung toé). Tại phần đánh giá, ngoài Anh Thư và Quốc Trí được đánh giá cao, bảy người còn lại đều nhận được những lời nhận xét không đạt yêu cầu. Cuối cùng, ban giám khảo tuyên bố Trí là người chiến thắng khiến cho Thư có phần thất vọng. - Thử thách sáng tạo: Ngoài phần thưởng chiếc lò nướng bánh từ nhà tài trợ, Trí được quyền vào kho nguyên liệu cùng với ban giám khảo để quyết định thí sinh nào phải nấu món ăn dựa trên nguyên liệu là phần thịt nào của heo. Sau một hồi do dự, Trí quyết định giao phần khó nhất trong việc chế biến là đầu heo cho Huy vì tin tưởng rằng với bản lĩnh của Huy, anh ta sẽ biết cách xoay xở. Riêng anh quyết định chọn thịt ba chỉ. Sau đó, Trí lần lượt giao phần sườn, thịt thăn, móng giò, thịt nạc vai, mông, tai và đuôi lợn, và chân giò cho Thái Hoà, Thanh Hòa, Minh Thủy, Anh Thư, Thùy Dương, Kim Quyên và Nguyên Giáp. Sau khi ban giám khảo công bố đề thi, Huy nghĩ rằng ai kém may mắn nhất sẽ nhận được đầu heo mà không biết chính anh là người được chọn, khiến cho anh vô cùng bất ngờ. Trong khi đó, Thủy bối rối vì không biết sẽ nấu món gì với nguyên liệu là giò heo. Tại phần thử thách này, các thí sinh có 60 phút để hoàn tất bài thi. Trong khi nấu, Dương vô ý cắt trúng ngón tay nhưng cô cố gắng hoàn thành tốt bài thi của mình. Tại phần đánh giá, bốn thí sinh Thanh Hoà, Thái Hoà, Trí và Giáp được gọi lên đầu tiên và cả bốn món ăn của họ đều được đánh giá cao. Giám khảo Tuấn Hải có lời khen cho tinh thần làm việc của Huy và Dương và công bố sáu người họ được an toàn. Điều đó có nghĩa Minh Thủy, Anh Thư, Kim Quyên nằm trong nhóm nguy hiểm. Quyên không biết kết hợp giữa đuôi và tai heo nên đã chế biến thành hai món ăn, nhưng không được đánh giá cao vì tai heo còn mùi, đồng thời món gỏi quá lạc. Tuy nhiên, giám khảo quyết định Quyên an toàn. Ban giám khảo nhận xét món canh giò heo của Thủy bị đục màu là do cô hầm măng quá lâu, chứ không phải là do giò heo như cô đã nghĩ. Trong khi, món khoai lang nghiền của Thư quá mặn, phần thịt nạc quá dày. Sau một thời gian thảo luận, ban giám khảo tuyên bố Thư là người phải rời khỏi chương trình và hy vọng cô vui vẻ chấp nhận kết quả này. Thư cho biết việc cô bị loại không phải do món ăn của tuần này cô nấu không ngon mà là cộng hưởng của những lần liên tục nằm trong nhóm nguy hiểm. Cô hy vọng những thí sinh còn lại không vì những lời nhận xét của ai khác mà không tin vào chính mình và đi theo tiếng gọi nằm ở sâu trong lòng. - Loại trừ: Anh Thư |                                                      |                     |
| 14 | "Thử thách đồng đội 4"                               | 7 tháng 6 năm 2013  |
| - Thử thách đồng đội 4: Với chiến thắng trong hai phần thử thách lần trước, Trí và Giáp lần lượt được chọn làm đội trưởng cho hai đội đỏ và xanh. Trí chọn Thanh Hoà, Dương, và Quyên trong khi Thái Hoà, Huy và Thủy về đội của Giáp. Thử thách lần này của hai đội là phải nấu một món chính và một món canh, phục vụ cho 54 học sinh trung học cơ sở nhưng không được nấu những món ăn vặt, mà đòi hỏi đầy đủ chất dinh dưỡng cho các em. Cả hai đội đều dự định nấu món chính là gà, nhưng khi vào kho nguyên liệu, đội xanh nhanh tay hơn đã lấy hầu hết thịt gà khiến đội đỏ phải thay đổi món ăn từ gà ram thành thịt ram. Giáp muốn đội mình chiến thắng nên muốn cả đội nấu khoai tây chiên hoặc khoai tây nghiền nhưng bị Thái Hoà ngăn cản. Trong thời gian chế biến, các thành viên đội xanh xảy ra mâu thuẫn trong việc sơ chế và thực hiện món gà, trong khi Trí luôn theo sát hoạt động của đội mình. Món gà của đội xanh có phần chưa chín tới khiến cho thành viên trong đội phải chiên lại một lần nữa. Kết thúc phần chuẩn bị, hai đội phục vụ những món ăn cho các em học sinh. Ban giám khảo yêu cầu các đầu bếp trở về nhà bếp MasterChef để chờ công bố kết quả. Với số phiếu bầu giữa hai đội đỏ và xanh là 28/26, đội đỏ chiến thắng, đồng nghĩa với việc Trí, Thanh Hoà, Dương và Quyên an toàn. Các giám khảo phê bình về việc món gà đội xanh chưa đủ chín có thể dẫn đến ảnh hưởng sức khoẻ của các em học sinh. Giáp biện minh rằng anh có kiểm tra những miếng thịt gà nhỏ nhưng vẫn không đủ thuyết phục các giám khảo. Vì thua cuộc, nên đội xanh phải bước vào phần thi thử thách sáng tạo để loaị một người ra khỏi cuộc chơi. - Thử thách sáng tạo 4: Thử thách lần này đòi hỏi các thí sinh phải nấu ba món trứng khác nhau trong vòng 20 phút, bao gồm trứng omelet, trứng khuấy và trứng trụng. Khác với những lần trước khi toàn bộ đội thua phải tham gia thử thách, lần này chỉ có 2 thành viên. Giáp quyết định chọn Thái Hoà cùng Huy vào thử thách với lý do họ là những người phải chịu trách nhiệm cho món gà sống khiến cho các thí sinh khác cùng ban giám khảo sửng sốt. Tuy các giám khảo cho biết họ không có ý kiến về sự lưạ chọn của Giáp nhưng giải thích rằng bếp trưởng là người phải chịu trách nhiệm kiểm tra thức ăn trước khi phục vụ khách hàng, và nếu như thức ăn không đạt yêu cầu, bếp trưởng là người phải xin lỗi khách hàng. Sự chọn lựa của Giáp có phần hơi nghiêng về chiến thuật, khi cả Thái Hoà và Huy đều là những ứng viên mạnh và việc một trong hai người ra đi sẽ có lợi cho Giáp. Giám khảo tuyên bố Giáp và Thủy an toàn, nghĩa là Huy và Thái Hoà bắt đầu vào thử thách loại người. Trong khi Huy chế biến, Quyên nhận ra một sự bất thường của anh: thay vì dùng muỗng để lấy trứng thì anh dùng dao, thay vì phải chiên trước cà rốt thì anh không làm, thậm chí anh còn trộn cà rốt chung với ớt, ẩn ý rằng Huy cố tình thua để Thái Hoà được quyền đi tiếp. Sau khi cả hai thực hiện xong ba món trứng, họ đưa lên cho giám khảo nhận xét. Giám khảo Luke nói rằng cả sáu món trứng đều không đạt yêu cầu, tuy nhiên họ đã ra quyết định cuối cùng để cả hai được quyền đi tiếp khiến cho các thí sinh khác sửng sốt và vỡ oà trong vui sướng. Giáp bất ngờ trước quyết định của ban giám khảo, anh không tin hai người anh đưa vào thử thách đều an toàn trở về. - Loại trừ: Không có. |                                                      |                     |
| 15 | "Thử thách chiếc hộp bí ẩn: Thức ăn thừa"            | 14 tháng 6 năm 2013 |
| - Chiếc hộp bí ẩn: Nguyên liệu chính của thử thách Chiếc hộp bí ẩn kỳ này là thịt gà luộc còn thừa từ hôm trước. Các thí sinh có 60 phút để chế biến lại thịt gà luộc thành những món ăn mới. Món ăn của Minh Thủy (Súp kem gà) và Thùy Dương (Gà xé phay) bị đánh giá kém nhất. Ban giám khảo nhận xét Minh Thủy không xử lý được mùi bột và không biết cách nấu sốt trắng trong món ăn đó, còn Thùy Dương trình bày kém khi xé gà và cắt hành không đều. Trong khi đó, món ăn của Thanh Hòa (Gà xào sả ớt, canh củ dền) và Thái Hòa (Gà bí mật, gồm thịt gà, nho đỏ, rượu vang, bánh mì nướng...) được đánh giá tốt nhất. Ban giám khảo nhận xét Thái Hòa làm gà với sốt ngon, Thanh Hòa ướp món ăn tốt, đúng mùi vị. - Chiến thắng: Thanh Hòa - Thử thách sáng tạo: Thanh Hòa - người thắng cuộc vòng trước - được quyền chọn nguyên liệu nấu ăn cho các thí sinh còn lại, trừ Thái Hòa được tự chọn nguyên liệu cho mình. Thí sinh có 75 phút gồm cả thời gian chọn nguyên liệu và chế biến. Có một số người chưa từng nấu nguyên liệu ở vòng này như Minh Thủy (hoa atisô) hay Kim Quyên (bào ngư). Quốc Trí (Chè tổ yến) được đánh giá nước chè không quá ngọt, nước đường thanh, có mùi thơm từ vỏ cam và dừa, lê bỏ vào làm mượt và giảm mùi tanh. Thanh Hòa (Bào ngư hấp gừng) được đánh giá mềm, không đen, mỏng, thơm, sốt nên làm sệt hơn. Đây là hai người được giám khảo đánh giá nấu tốt nhất và làm đội trưởng cho phần thi sau. - Nhóm nguy hiểm: Giám khảo nhận xét món Chè tổ yến hạt sen của Thùy Dương làm đơn giản, không có ý tưởng mới; Minh Thủy (Atisô hầm móng giò) nước canh đục, vị quá mặn, không ninh đủ thời gian để atisô mềm, móng giò nhiều hơn atisô; Kim Quyên (Súp bào ngư rau củ) nước súp nhạt, có mùi táo, không hợp với bào ngư, quá nhiều rau, món ăn không đặc sắc, ấn tượng. Đây là ba người rơi vào vòng nguy hiểm xét trên phong độ kém của cả ngày thi đấu. Do vòng trước không loại người nên vòng này giám khảo loại hai trong ba người này. - Loại trừ: Kim Quyên, Minh Thủy. |                                                      |                     |